# Folkloryzm
Folkloryzm – wybieranie elementów pochodzących z folkloru ludowego i cytowanie ich w oderwanym od pierwotnych znaczeń kontekście. Jako jeden z pierwszych termin ten zaproponował Józef Burszta w celu oddzielenia kategorii folkloru od folkloryzmu.
Za czasów PRL-u filozofia folkloryzmu zaowocowała np. stworzeniem Państwowego Zespołu Ludowego Pieśni i Tańca „Mazowsze”, Zespołu Pieśni i Tańca „Śląsk” czy Zespołu Pieśni i Tańca „Rzeszowiacy”, wykorzystujących jedynie elementy kultury ludowej.
Inaczej, folkloryzm to styl kultury popularnej i masowej, opierający się na twórczej adaptacji, przekazywaniu i naśladownictwie elementów folkloru przez osoby niezwiązane z daną tradycją kulturową; powstanie folkloryzmu wiąże się z pojawieniem się (1. poł. XIX w.) ideologii ludowości, uznającej folklor za istotną wartość estetyczną i ważny element kształtowania postaw nacjonalistycznych; obecność fokloryzmu wiąże się głównie z modą „na ludowość” w kulturze popularnej, m.in. w muzyce (np. komercyjne sukcesy Gorana Bregovicia, Kayah, zespołów De Press i Brathanki, Donatana), architekturze, plastyce, rzemiośle artystycznym, dekoratorstwie wnętrz; folkloryzm przybiera także oficjalne, zinstytucjonalizowane formy, często inspirowane lub wspierane przez państwo, np. w Polsce CPLiA, Stowarzyszenie Twórców Ludowych, zespoły „Mazowsze” i „Śląsk”, festiwale kultury ludowej, uroczystości dożynkowe.